# Lee Jae-myung
Đây là một tên người Triều Tiên, họ là Lee.
Lee Jae-myeong (tiếng Hàn: 이재명, Hán-Việt: Lý Tại Minh; sinh ngày 8 tháng 12 năm 1963) là chính trị gia, tác giả và cựu luật sư nhân quyền người Hàn Quốc, hiện là đương kim Tổng thống Hàn Quốc sau khi giành chiến thắng trong cuộc bầu cử Tổng thống Hàn Quốc năm 2025. Ông từng là Lãnh đạo Đảng Dân chủ từ năm 2022 đến 2025, Thống đốc tỉnh Gyeonggi thứ 35 từ năm năm 2018 đến năm 2021. Lee là ứng cử viên đại diện cho Đảng Dân chủ cầm quyền trong cuộc bầu cử Tổng thống Hàn Quốc năm 2022.
Ông sinh ra trong một gia đình nghèo ở thành phố Andong, tỉnh Gyeongsang Bắc. Mẹ ông làm công nhân vệ sinh môi trường và Lee cũng bắt đầu làm công nhân từ những năm đầu của tuổi thiếu niên, điều này đã khiến cho ông không được theo học chương trình cơ bản. Sau này, thông qua quá trình tự học, Lee đã nhận được cả hai bằng tốt nghiệp trung học cơ sở và trung học phổ thông. Ông tiếp tục theo học tại trường Đại học Chung-Ang và lấy bằng Cử nhân luật vào năm 1986. Lee sau đó trở thành luật sư nhân quyền, ông chịu ảnh hưởng từ cựu Tổng thống Roh Moo-hyun.

## Đầu đời

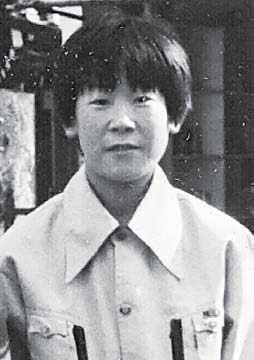
Lee vào năm 1976

Lee sinh ra tại Andong, Hàn Quốc, là con thứ năm trong gia đình bảy người con. Ông có thể sinh vào khoảng ngày 8 tháng 12 năm 1963 (ngày 22 hoặc 23 tháng 10 theo lịch âm Hàn Quốc), nhưng do cha ông đăng ký khai sinh muộn nên ngày sinh chính thức của ông được ghi là ngày 22 tháng 12 năm 1964.
Lee lớn lên trong cảnh nghèo khó và thường bỏ lỡ các hoạt động xã hội vì gia đình thiếu thốn, phải nhờ đến sự hỗ trợ của giáo viên nhà trường để tham gia các chuyến đi thực tế và các sự kiện cộng đồng. Anh cho biết câu cá dọc theo con suối với bạn bè là một trong những thú vui yêu thích của mình.

## Sự nghiệp chính trị ban đầu
Ngày 23 tháng 8 năm 2005, Lee gia nhập Đảng Uri cầm quyền lúc bấy giờ, tiền thân của Đảng Dân chủ Hàn Quốc, và tuyên bố ứng cử thị trưởng thành phố Seongnam. Ông đã ra tranh cử trong cuộc bầu cử địa phương năm 2006, nhưng đã thất bại với 23,75% số phiếu bầu do dư luận không mấy ủng hộ Đảng Uri và chính quyền Roh Moo-hyun vào thời điểm đó.
Trong cuộc bầu cử tổng thống năm 2007, Lee giữ chức Phó Chánh Văn phòng Ứng cử viên Tổng thống Chung Dong-young của Tân Đảng Dân chủ Thống nhất. Trong tổng tuyển cử năm 2008, ông đã nộp đơn xin đề cử tại đơn vị bầu cử Seongnam Jungwon A, nhưng đã bị Cho Sung-jun đánh bại trong cuộc bầu cử sơ bộ, và được đề cử tại đơn vị bầu cử Seongnam Bundang A. Tuy nhiên, Lee lại thất bại với 33% số phiếu trong hoàn cảnh khó khăn, vì đơn vị bầu cử này là thành trì truyền thống của một đảng đối lập vừa giành chiến thắng trong cuộc bầu cử Tổng thống dưới thời Lee Myung-bak.